# Saly Sarr
Saly Sarr (Dakar, 14 ottobre 2002) è una triplista senegalese che ha vinto la medaglia d'oro ai campionati africani 2024 nel salto triplo.

## Progressione

### Salto triplo
| Stagione | Misura  | Luogo    | Data      | Rank. Mond. |
| -------- | ------- | -------- | --------- | ----------- |
| 2024     | 14,18 m | Nizza    | 15-6-2024 |             |
| 2023     | 14,00 m | Kinshasa | 4-8-2023  |             |
| 2022     | 13.75 m | Epinal   | 24-7-2022 |             |
| 2021     | 13,06 m | Nairobi  | 19-8-2021 |             |

## Palmarès
| Anno | Manifestazione           | Sede         | Evento        | Risultato | Prestazione | Note  |
| ---- | ------------------------ | ------------ | ------------- | --------- | ----------- | ----- |
| 2019 | Campionati africani U18  | Abidjan      | Salto in alto | Argento   | 1,69 m      |       |
| 2019 | Campionati africani U18  | Abidjan      | Salto triplo  | 5ª        | 11,57 m     |       |
| 2022 | Campionati africani      | Saint-Pierre | Salto triplo  | Argento   | 13,42 m     |       |
| 2023 | Giochi della Francofonia | Kinshasa     | Salto triplo  | Oro       | 14,00 m     | [ 2 ] |
| 2024 | Giochi panafricani       | Accra        | Salto triplo  | Bronzo    | 13,60 m     |       |
| 2024 | Campionati africani      | Douala       | Salto triplo  | Oro       | 14,06 m     |       |
| 2024 | Giochi olimpici          | Parigi       | Salto triplo  | 17ª (q)   | 13,96 m     | [ 3 ] |

## Campionati nazionali
2021
- Argento ai campionati senegalesi (Dakar), salto triplo - 12,79 m

## Altre competizioni internazionali
2019
- Oro ai Campionati dell'Africa occidentale under 20 ( Niamey), Salto in lungo - 5,08 m
- Oro ai Campionati dell'Africa occidentale under 20 ( Niamey), Salto triplo - 12,53 m

2024
- 6ª al Kamila Skolimowska Memorial ( Chorzów), Salto triplo - 13,58 m